# 3198 Wallonia

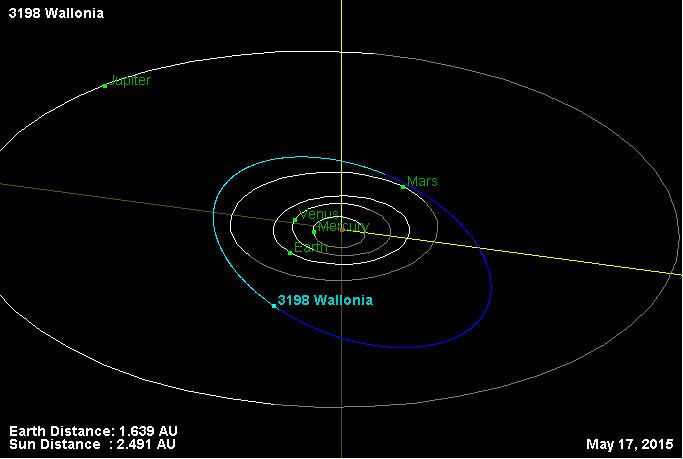

3198 Wallonia è un asteroide areosecante. Scoperto nel 1981, presenta un'orbita caratterizzata da un semiasse maggiore pari a 2,1805333 UA e da un'eccentricità di 0,2380556, inclinata di 17,95795° rispetto all'eclittica.
L'asteroide è dedicato alla Vallonia, la regione belga di lingua francese,